# Bryum colombi
Bryum colombi är en bladmossart som beskrevs av Meylan 1907. Bryum colombi ingår i släktet bryummossor, och familjen Bryaceae. Inga underarter finns listade i Catalogue of Life.